# Munakari (vid Kotakari, Uleåborg)
Munakari är en ö i Finland. Den ligger i Bottenviken och i kommunen Uleåborg i den ekonomiska regionen  Uleåborgs ekonomiska region i landskapet Norra Österbotten, i den norra delen av landet. Ön ligger omkring 13 kilometer nordväst om Uleåborg och omkring 550 kilometer norr om Helsingfors.
Öns area är 10,1 hektar och dess största längd är 0,6 kilometer i sydöst-nordvästlig riktning.